# Trichocorixa sexcincta
Trichocorixa sexcincta är en insektsart som först beskrevs av Champion 1901.  Trichocorixa sexcincta ingår i släktet Trichocorixa och familjen buksimmare. Inga underarter finns listade i Catalogue of Life.